# Paul Hermann

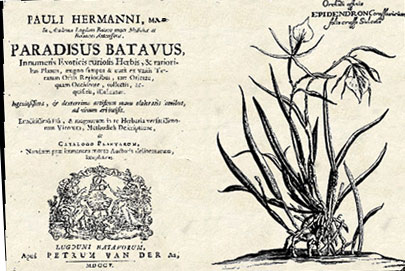
Paradisus batavus de Paul Hermann, Leyden, 2ª edição, 1705

Paul Hermann (30 de junho de 1646, Halle – 29 de janeiro de 1695, Leiden) foi um médico e botânico nascido na Alemanha que, por 15 anos, foi diretor do Hortus Botanicus Leiden.

## Vida
Nascido em Halle, Ducado de Magdeburgo, Marca de Brandemburgo, Paul Hermann era filho de Johann Hermann, um renomado organista, e Maria Magdalena Röber, filha de um clérigo. Hermann estudou teologia e medicina em Wittenberg e botânica em Leipzig.   Após graduar-se na mais prestigiada escola médica da Europa, Pádua em 1670, foi contratado pela Companhia Holandesa das Índias Orientais e seguiu para o Ceilão (atualmente Sri Lanka) como médico de bordo. Ele esteve a serviço da companhia de 1672 a 1677. Durante sua estadia, fez uma coleção científica das plantas e outros organismos da ilha. Em seguida, foi convidado a assumir o cargo em Leiden, tornando-se titular da Cátedra de Botânica na Universidade de Leiden em 1679, e mudou-se em 1680 para Leiden, onde passou o restante de sua vida profissional. Ele imediatamente se empenhou em transformá-lo no melhor jardim botânico da Europa.

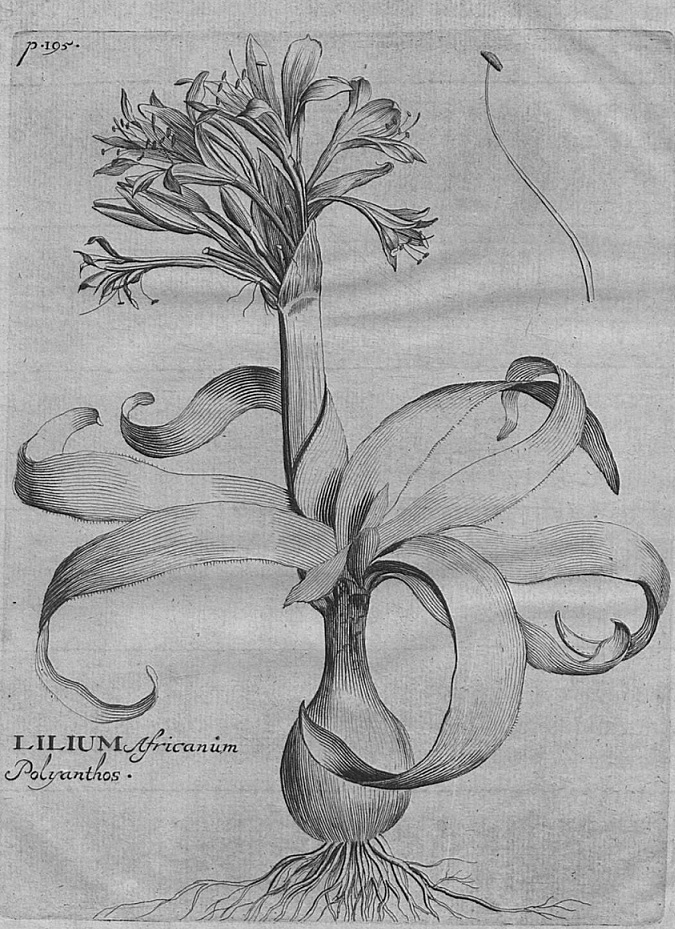
Lilium Africanum Polyanthos em Paradisus batavus, 1698

O Paradisus batavus de Hermann, uma descrição das plantas do jardim botânico da Universidade de Leiden, foi publicado três anos após sua morte, em 1698, e editado por William Sherard. Houve uma segunda edição publicada em 1705. Sherard editou suas anotações e buscou patrocínio para a publicação dessa importante obra. Eles haviam sido colegas de estudos de Tournefort em Paris, em 1688, onde Hermann aperfeiçoou seu talento para ilustração botânica. Posteriormente, Sherard reuniu mais anotações de Hermann e produziu um catálogo publicado como Musaeum Zeylanicum (1717, 2ª ed.: 1727). A coleção original do Ceilão feita por Hermann foi utilizada por Carl Linnaeus ao escrever sua Flora Zeylanica (1747) e Species plantarum (1753), utilizando a abreviação "Hermann herb." nessas publicações. Após passarem por várias mãos, as coleções de Hermann foram finalmente adquiridas por Sir Joseph Banks. Atualmente, estão preservadas no Museu de História Natural de Londres. Hermann foi um excelente ilustrador botânico e tinha um notável conhecimento da botânica, como o próprio Lineu declarou.

## Obras
- Cynosura materiae medicae : ante sedecim annos in lucem emissa, brevibusque annotatis exornata a Joh. Sigismundo Henningero, nunc diffusius explanata, et compositorum Medicamentorum Recensione aucta.... Argentorati : Beck, 1726 Edição digital da Biblioteca Universitária e Estadual de Düsseldorf.
- Horti Academici Lugduno-Batavi Catalogus. 1687 (Internet Archive, BSB).
- Florae Lugduno-Batavae flores. 1690 (BSB).
- Hermann, Paul (1705). Paradisus Batavus, Continens Plus centum Plantas affabre aere incisas & Descriptionibus illustratas; Cui Accessit Catalogus Plantarum, quas pro Tomis nondum editis, delineandas curaverat 2ª ed. Leiden: Elzevier
- Cynosura Materiae Medicae…. Spoor, Estrasburgo 1710 (online; editado por Johann Sigismund Henninger), (edição de 1726 na Biblioteca Universitária e Estadual de Düsseldorf).